# Division de West Coast
La division de West Coast est l'une des cinq subdivisions de la Gambie. Son chef-lieu est la ville de Brikama. 

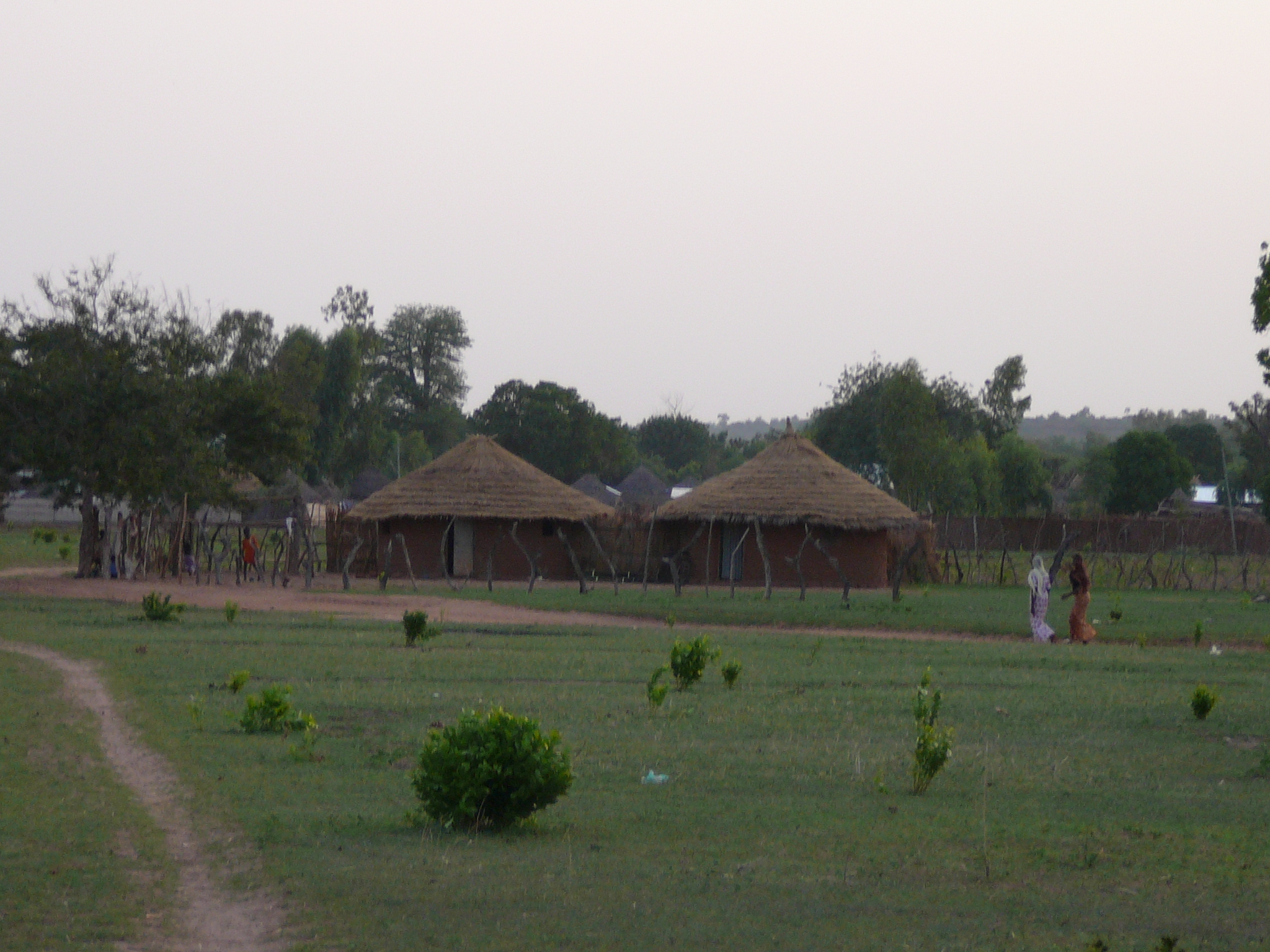
Brikama Ba, Gambie

Elle est divisée en 9 districts : 
- Foni Bintang-Karenai
- Foni Bondali
- Foni Brefet
- Foni Jarrol
- Foni Kansala
- Kombo Central
- Kombo East
- Kombo North / Saint Mary
- Kombo South